# Antoine Clamaran
Antoine Clamaran (Neuilly-sur-Seine, 1964) è un disc-jockey e produttore discografico francese, considerato uno dei principali produttori House music della sua nazione.

## Carriera
Cresciuto a Parigi, Clamaran raggiunse la notorietà nei primi anni novanta, quando iniziò a collaborare con la Maximum FM, una delle principali emittenti radiofoniche francesi.
Nel 1992 debuttò come produttore, in collaborazione con Laurent Pautrat, incidendo "I've got music in me", vinile che supera le 100000 copie di vendita.

## Fonti
- houseascolto.com, su housascolto.blogspot.com.